# Erik Rost
Erik Rost (30 maggio 1985) è uno sci orientista e orientista svedese, vincitore della Coppa del Mondo di sci orientamento dell'inverno 2007-2008.
Ai Campionati mondiali giovanili del 2004 a Vuokatti ha ottenuto una medaglia d'argento nella lunga distanza e una di bronzo della lunga.
Nel 2005 a S-chanf ha conquistato tutti e tre gli ori individuali: sprint, media e lunga distanza.
Sempre nel 2005 a Tenero-Contra si è classificato terzo nella staffetta dei mondiali di corsa orientamento.